# Retorze
Retorze je forma protiopatření v mezinárodním právu, která má za cíl donutit určitý stát k dodržování svých závazků. Na rozdíl od represálií je vždy právně přípustná.
Mezinárodním právem není nijak omezena a donucující stát tak může v zásadě zvolit jakýkoli zájem donucovaného státu, na nějž svými opatřeními bude cílit. Donucovaný stát má daná opatření strpět, ledaže by šlo o zjevné zneužití práva retorze a v takovém případě by ji chápal jako tzv. nevlídný akt, proti němuž by mohl reagovat svým nevlídným aktem. Situace by pak mohla eskalovat.
V praxi se vyvinulo několik standardních retorzí: přerušení rozhovorů o uzavření nějaké důležité smlouvy, odvolání chystané státní návštěvy, neúčast na mezinárodní akci, kterou daný stát pořádá (např. olympijské hry), odvolání velvyslance „za účelem konzultací“ či dokonce úplné přerušení diplomatických styků, neudělování víz, nesplnění slíbené podpory v orgánech mezinárodních institucí (např. v Radě bezpečnosti OSN) apod.